# روس سميث (لاعب كرة قدم كندي)
روس سميث (4 نوفمبر 1980 في كندا - ) هو لاعب كرة قدم كندي في مركز الدفاع. لعب مع إبسفليت يونايتد وكولورادو رابيدز ونادي مارغيت وRochester Rhinos ‏ وPortland Timbers (2001–2010) ‏ وCapital FC ‏ ونادي مونتروز لكرة القدم وداغنهام وريدبريدج.

## وصلات خارجية
- روس سميث على موقع قاعدة بيانات كرة القدم.إي يو (الإنجليزية)